# Gebethner i Wolff

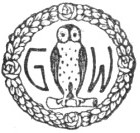
Logo des Unternehmens

Gebethner i Wolff (zunächst: Gustaw Gebethner & Spółka) war ein bedeutendes Warschauer Buchhandels- und Verlagsunternehmen im 19. und 20. Jahrhundert. Neben dem Betrieb von Buchhandlungen wurden Bücher und Presseerzeugnisse verlegt, so die renommierte Zeitung „Tygodnik Illustrowany“ (Illustrierte Wochenzeitung). Das nach dem Zweiten Weltkrieg stark verkleinerte Unternehmen wurde in den 1960er Jahren liquidiert. Die Eigentümerfamilien von Gebethner i Wolff waren deutschstämmig und gehörten der polnischen evangelisch-augsburgischen Kirche an.

## Geschichte

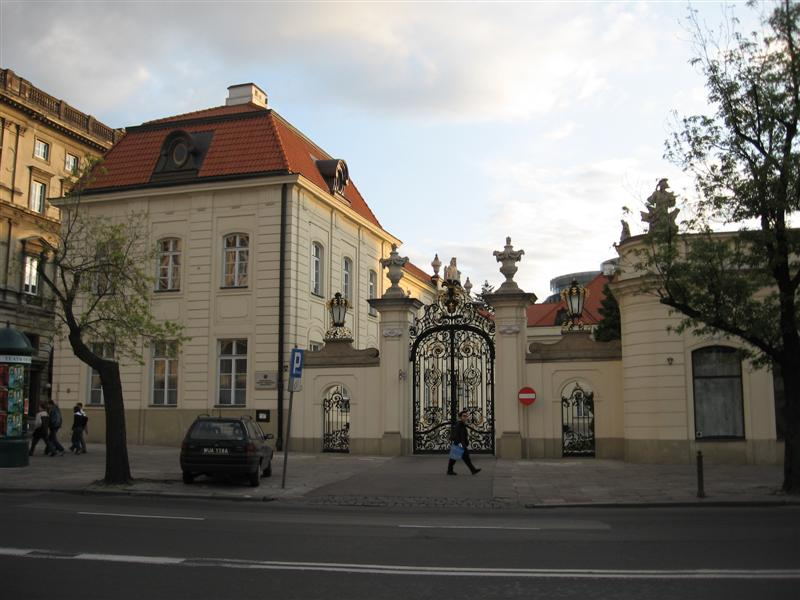
Die ehemalige Wache des Potocki-Palasts (Gebäude links des Tores) war Sitz der ersten Buchhandlung von Gebethner i Wolff

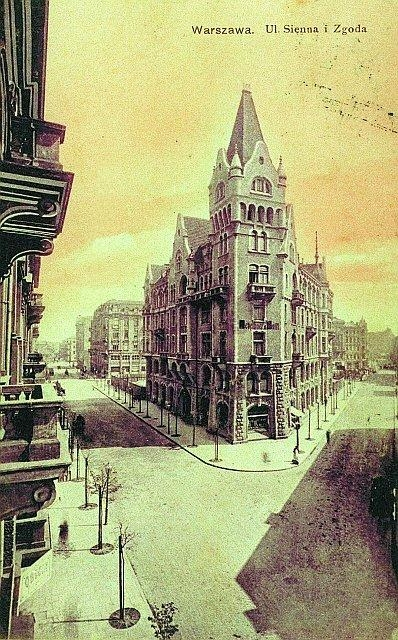
Die zweite Warschauer Buchhandlung in der ul. Zgoda

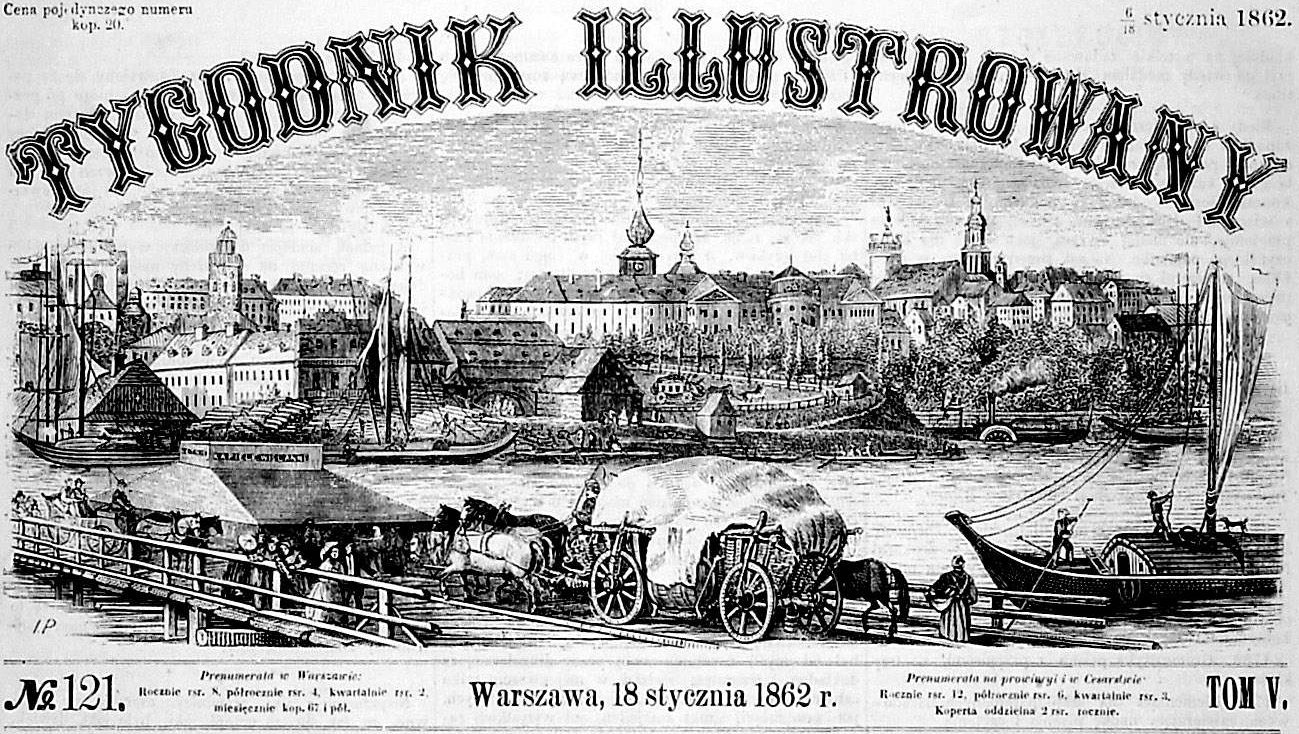
Tygodnik Illustrowany, eine von 1859 bis 1939 bestehende, weithin anerkannte Wochenzeitung, die kulturellen und sozialen Themen gewidmet war. Die Auflage des Titels betrug etwa 20.000 Exemplare

Gustav Adolf Gebethner (1831–1901) hatte bei seiner Lehre beim Warschauer Buchhändler und Verleger Rudolf Friedlein (1811–1873) den dortigen Praktikanten August Robert Wolff (1833–1910) kennengelernt. Am 4. September 1857 wurde den beiden von der Warschauer Kaufmännischen Gesellschaft genehmigt, eine eigene Buchhandlung zu führen. Im November 1857 kam es zur Eröffnung der Buchhandlung Gustaw Gebethner & Spółka durch die Gesellschafter Gebethner und Wolff. Ab 1872 firmierte das Unternehmen unter Gebethner i Wolff. Die Buchhandlung befand sich in bester Lage in der ehemaligen Hauptwache im Seitenflügel des Potocki-Palastes an der Krakowskie Przedmieście (Nr. 15) neben dem Hotel Europejski. Neben der Buchhandlung wurde ein Verlag mit Notensetzerei betrieben, der musikalische Werke (wie von Stanisław Moniuszko) herausgab. Vor allem wurde Literatur verlegt, so von Bolesław Prus, Tadeusz Kotarbiński, Henryk Sienkiewicz, Eliza Orzeszkowa, Władysław Reymont oder Stanisław Przybyszewski. Außerdem wurden Schulbücher und wissenschaftliche Werke herausgegeben, u. a. von Aleksander Kraushar, Siegfried Kalischer und Heinrich von Zeißberg.
Verschiedene, heute nicht mehr existierende Zeitungen wurden erworben und herausgegeben: „Kurier Warszawski“ (1867 übernommen, später an die Familie Szymanowski abgegeben), Kurier Codzienny (von Hipolit und Mieczysław Orgelbrand übernommen) und „Tygodnik Illustrowany“. In der Zwischenkriegszeit wurden die heute von Ringier Axel Springer Polska herausgegebene Sportzeitung „Przegląd Sportowy“ sowie die Zeitschrift Naokoło Świata (Rund um die Welt) verlegt.
Eigene Buchhandlungen wurden ab 1884 in Łódź, Krakau, Lublin, Warschau (Krakowskie Przedmieście und ul. Zgoda), Wilna und Zakopane eingerichtet. Von 1925 bis 1935 wurde auch eine Filiale in Paris betrieben. Verlagserzeugnisse wurden nach Russland und bis in die Vereinigten Staaten exportiert.
Im Jahr 1929 kauften die Erben Gebethners die Anteile der Wolff-Familie auf. Die Firmierung Gebethner i Wolff blieb bestehen. Als Geschäftsführer wurde nun Jan Stanisław Gebethner, ein Enkel von Feliks Gebethner (Bruder des Gründers Gustaw Adolf), eingesetzt. In den 1930er Jahren wuchs das Unternehmen sehr dynamisch; 1937 wurden rund 7.000 Bücher mit einer Gesamtauflage von 45 Millionen Exemplaren sowie rund 7.200 Notenblätter herausgegeben. Während der Warschauer Besatzungszeit durch deutsche Truppen im Zweiten Weltkrieg übernahm die deutsche Verwaltung den Verlag und die zugehörigen Gebäude. Jan Stanisław Gebethner konnte dennoch weiterhin die Verlagsbuchhandlungen in der ul. Zgoda und der ul. Targowa leiten. Von hier aus wurden konspirativ militärische Lehrbücher für Untergrundkämpfer verbreitet.
Nach dem Krieg begann Jan Stanisław Gebethner gemeinsam mit seinem Sohn Zygmunt Maksymilian den Wiederaufbau des Unternehmens – auf Basis der einzig erhaltenen Buchhandlung in der ul. Targowa. Dieses Ladengeschäft (vor allem für antiquarische Werke) bestand hier bis 1969 und wurde dann bis 1973 in der ul. Ząbkowska betrieben. Bereits 1952 war es zur behördlich angeordneten Zwangseinstellung des Verlagstätigkeit gekommen. 1973 erlosch das Unternehmen nach einem langjährigen Konkursverfahren. Nach der politischen Wende 1990 versuchte Zygmunt Maksymilian Gebethner, das Unternehmen wiederzugründen. Es wurde die Gebethner i Spółka eingetragen, die bis 1997 bestand.

## Eigentümerfamilien

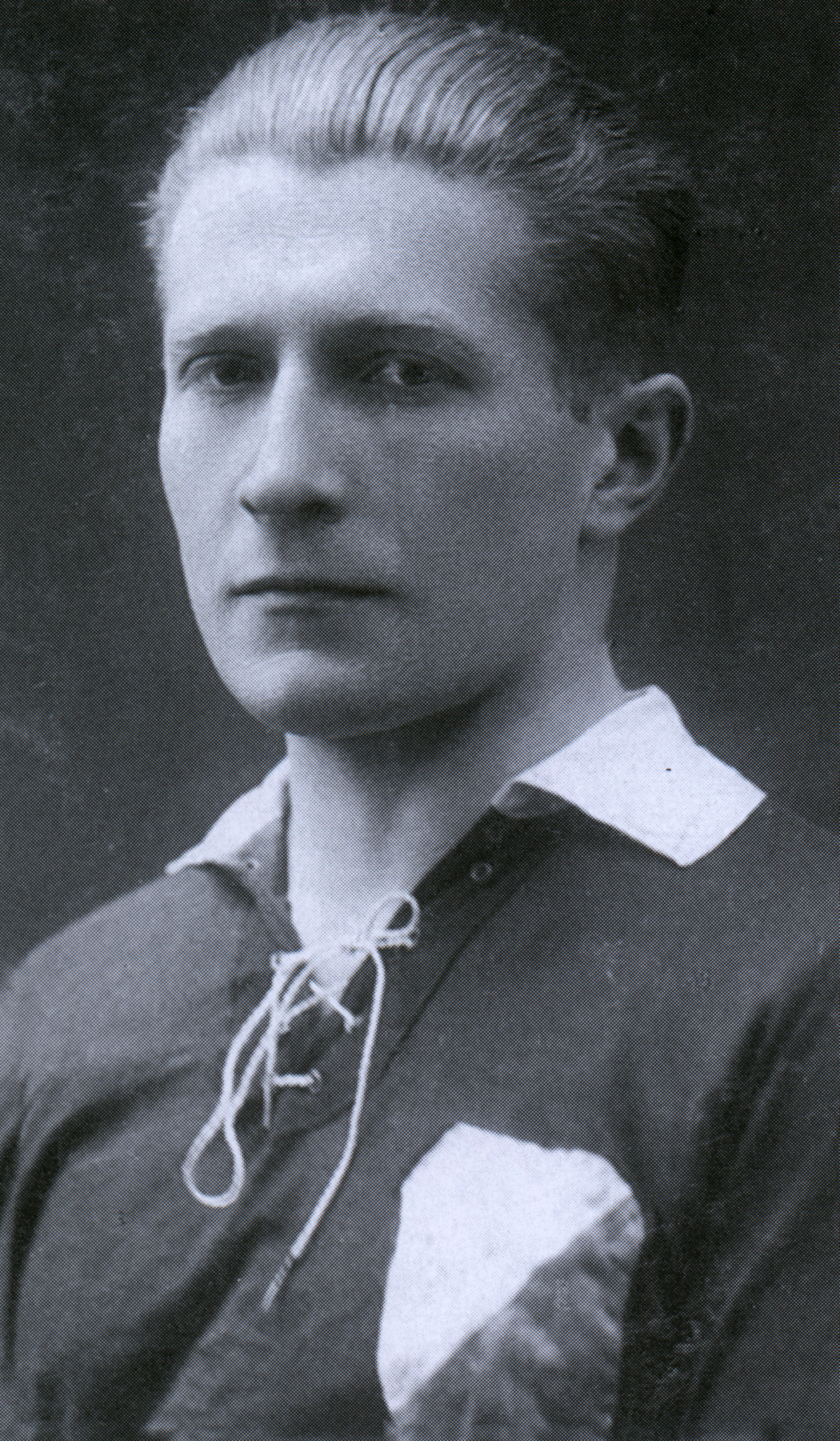
Tadeusz Gebethner (1897–1944), Mitgründer des Warschauer Fußballklubs Polonia

Von Mitgründer August Robert Wolff gingen Anteile und Geschäftsführung auf seinen Sohn Józef Wolff über. Ein Enkel von August war Jerzy Kazimierz Wolff. Der Vater des zweiten Unternehmensgründers war Wilhelm Fryderyk Gebethner, der zwei Söhne hatte: Gustaw Adolf Gebethner sowie Jan Feliks Gebethner, den Begründer eines Klaviergeschäftes über der Buchhandlung im Potocki-Palais. Ein Sohn von Gustaw Adolf war Jan Robert Gebethner (1860–1910), der als Verlegernachfolger im Unternehmen tätig und mit Maria Herse (1870–1950) verheiratet war. Das Ehepaar hatte drei Söhne: Jan Stanisław, Verleger und Buchhändler im Familienunternehmen. Ein weiterer Sohn war Tadeusz Gebethner (1897–1944), ebenfalls im elterlichen Verlag tätig, der in seiner Jugend Fußballspieler und Mitgründer des Fußballklubs Polonia Warschau auf der  Sportanlage Agrykola gewesen war. Der Club wurde 1913 in der Gebethner-Wohnung gegründet, Tadeusz Gebethner fungierte als Kapitän der ersten Mannschaft. Der dritte Sohn war Wacław Robert Gebethner (1899–1959), ein Leichtathlet. Zwei Söhne von Jan Feliks waren Kazimierz Gebethner und Stefan Gebethner, die das Klaviergeschäft des Vaters bis 1939 weiterführten. Die Familienangehörigen beider Familien sind auf dem evangelisch-augsburgischen Friedhof in Warschau beerdigt.

## Trivia
- Der Bruder des späteren Marschalls von Polen, Michał Rola-Żymierski, erschoss vor dem Ersten Weltkrieg einen leitenden Angestellten der Gebethner i Wolff-Buchhandlung in Krakau.